# Valentín Zubiaurre
Valentín María de Zubiaurre Urionabarrenechea (Garay, 14 de febrero de 1837-Madrid, 13 de enero de 1914) fue un compositor español.

## Biografía
Valentín María de Zubiaurre Urionabarrenechea nació el 14 de febrero de 1837 en el barrio de San Miguel de la pequeña localidad vizcaína de Garay, situada en la comarca del Duranguesado. Fue bautizado en la vecina parroquia de San Juan Evangelista, junto a la casa parroquial en la que, según los actuales testimonios de los vecinos del pueblo, vivió con sus padres y hermanos. Sus progenitores fueron Juan Martín de Zubiaurre Echeita, natural de Bérriz, y Dominga Urionabarrenechea Zarazua, oriunda de Amorebieta.  Cabe suponer que se trataba de una familia humilde, dedicada  a labores agrícolas y ganaderas. 
La carrera musical de Valentín María dio comienzo cantando en un coro en Bilbao: hacia 1845, el contralto de la Capilla de la Basílica de Santiago de Bilbao, Fray Santiago de Gogeascoechea, de visita por Garay, le explicó al párroco de la Iglesia de San Miguel, Leoncio María Iturriaga, que el maestro de la Capilla de Bilbao, Nicolás Ledesma, buscaba un tiple y eligió al niño, que recibió su formación escolar  y con quince años pasó a desempeñar el cargo de organista en la parroquia de Santurce.  
En 1852 viajó a América del Sur. Se embarcó en Portugalete rumbo a Burdeos, desde donde debía salir un  barco que le llevaría a Argentina. Pero,  el músico no acudió a tiempo y lo perdió. Otro próximo a zarpar podía llevarle en la misma dirección, aunque el destino era diferente pues se dirigía a Venezuela.  En este último destino permaneció varios años como profesor, regresando en 1861 a España, donde estudió hasta 1866 en el Real Conservatorio de Música de Madrid con Hilarión Eslava, entonces primer maestro de la Capilla del Palacio Real de Madrid.
En 1864 escribió su primera ópera Luis Camoens y en 1869 ganó el Concurso Nacional de Música con la ópera Fernando el Emplazado, estrenada dos años después (1871). En 1873, le fue concedida una de las dos pensiones en concurso para estudiar en la Academia Española de Bellas Artes en Roma, mientras que la otra pensión recaía en Ruperto Chapí. Zubiaurre compondría por aquel entonces su tercera ópera, Ledia, que no sería estrenada hasta 1877. Durante su estancia en Europa aprovechó para conocer, no sólo Italia, sino otros países del continente, como Francia y Alemania, experiencias que servirían de ejemplo formativo más adelante para sus hijos, los pintores Valentín y Ramón de Zubiaurre.  
Aunque la pensión en Roma tenía una duración prevista de tres años, el músico recibió antes de tal plazo la noticia de la muerte del Segundo Maestro de la Capilla del Palacio Real, Mariano Martín Salazar, opositando y logrando ocupar la vacante que éste dejaba (1875). Esto le situó a las puertas de su consagración profesional, ya que tres años después, en 1878, debido a la muerte del propio Eslava, se convirtió en el Primer Maestro de Capilla además de profesor interino en el Real Conservatorio de Música madrileño, donde, con el tiempo, se formaría su hija Pilar de Zubiaurre.  

Aquel mismo año de 1878, Valentín María se casó con una joven vasca de Vergara veintiún años más joven que él y a la que había conocido en Madrid, María Paz Aguirrezabal Echazarreta. Un año después nacería su primer hijo Valentín, que, paradójicamente, nació sordo. Le sucedería Ramón de Zubiaurre en 1882, que aunque no nació sordo, padeció una afección comunicativa similar a la de su hermano, lo que abocó a ambos a establecer un nexo indisoluble a lo largo de sus respectivas vidas, en las que ambos destacaron en su faceta como pintores, pasando por lo mismo a encabezar la fama del apellido familiar. 

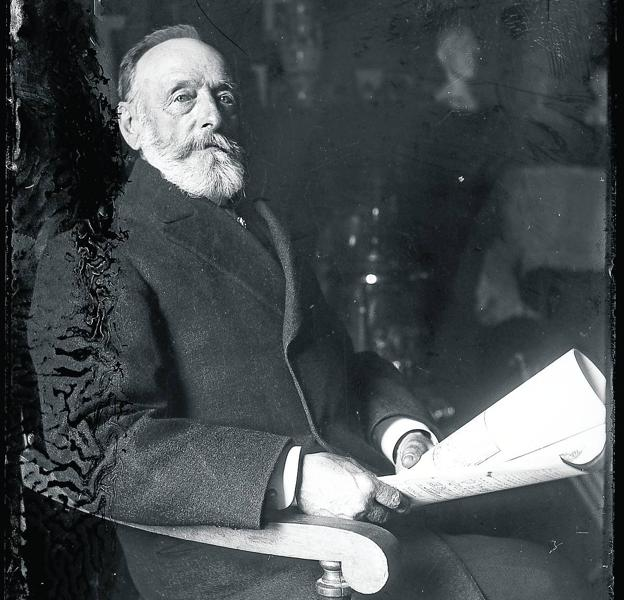
Valentín María de Zubiaurre Urionabarrenechea

Ramón de Zubiaurre recordaría a su padre como un "hombre alto y recio de continente , buen tipo de pura raza vasca, de piel blanca, ojos claros entre gris y azul, arrogante sin jactancia, y gran amante de las montañas". Lo cierto es que el músico nunca se desvinculó de la tierra que lo vio nacer y de hecho la familia permaneció visitando Garay de manera regular, a pesar de su domiciliación en Madrid la mayor parte del año. El músico, de salud endeble, falleció en Madrid en 1914, a los setenta y seis años de edad.    
Varias han sido las iniciativas de recuperación del legado musical de Valentín María de Zubiaurre, entre las que cabe reseñar la llevada a cabo en 2023 por la Sociedad Coral de Bilbao con motivo del 150 aniversario de la creación de la Academia de España en Roma. Con tal motivo, esta agrupación musical rescató su obra hasta entonces inédita La Pasión de Nuestro Señor Jesucristo para interpretarla en Roma, Madrid, Bilbao y Garay entre marzo y abril de dicho año.

## Obras
- Fantasía para trompa con acompañamiento de piano (1900)

- Solo de Oboe con acompañamiento de piano (1886)

- Pieza de Cornetin con acompañamiento de piano para oposiciones

### Ópera
- Luis de Camoens (1864)
- Don Fernando, el Emplazado (1869)
- Ledia (1873)

### Orquesta
- Sinfonía en mi mayor (1870)
- Ecos de Oiz

### Música religiosa
- 5 Misas
- Misa en Re a 3 vv y orquesta (1867)
- Misa en La (1976)
- Misa en Re (1876)
- Misa en Fa menor a 4 vv y fagot (1879
- Misa en Sol (1880)
- Misa Breve en Do (1882)
- Misa en Si bemol (1889)
- Misa Breve en Mi (1891)
- Misa en la bemol mayor, Asumpta est Maria (1896)
- Misa de Requiem (para la Princesa de Asturias) (1904)
- Misa en Re menor a 4 vv y fagot (1907)
- Salves
- Stabat Mater a 4 vv, coro y orquesta (1883)
- Las siete palabras (1867)
- Oratorio La Pasión según San Mateo (1874)

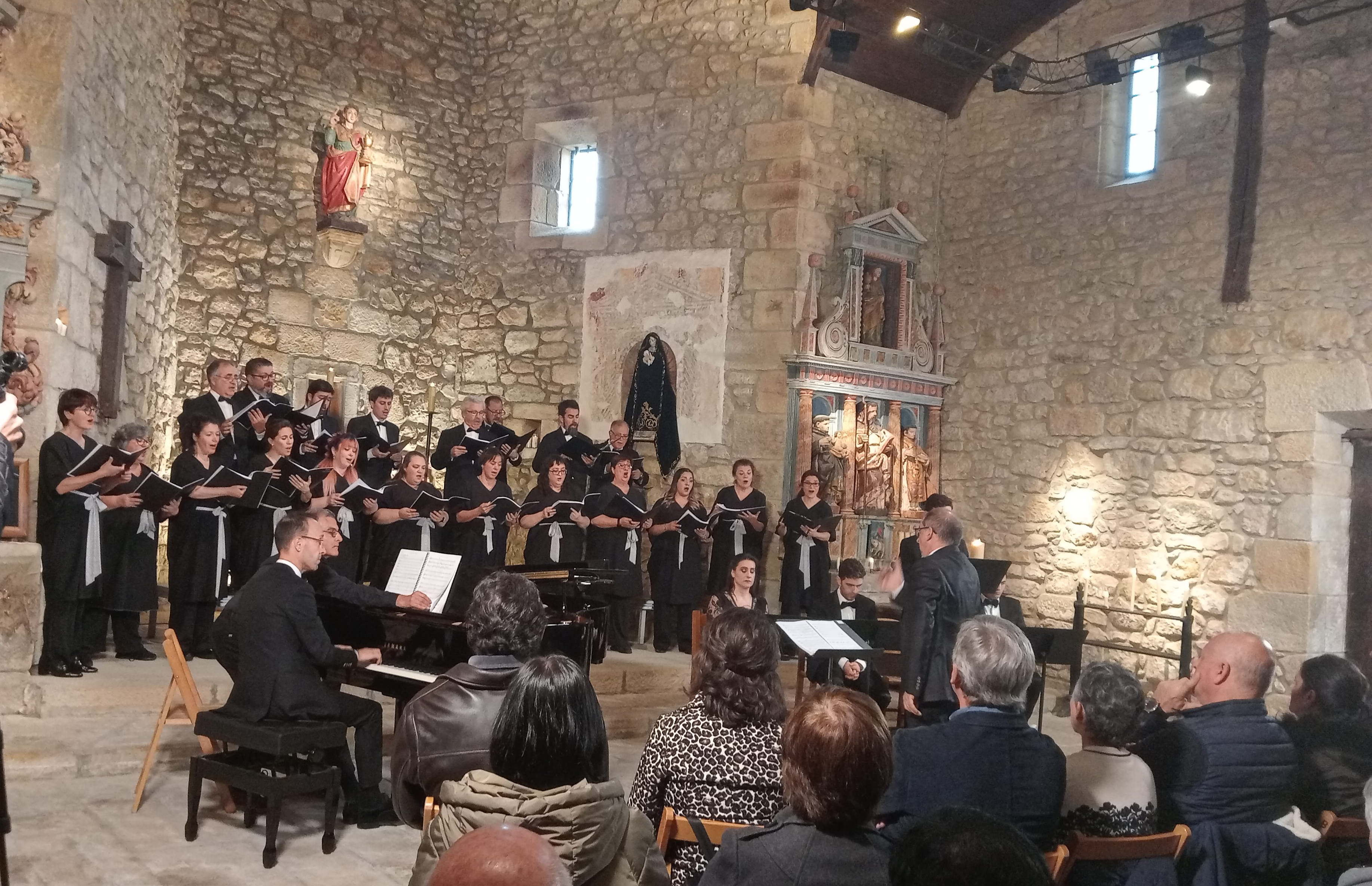
La Sociedad Coral de Bilbao interpretando La Pasión de Nuestro Señor Jesucristo en la iglesia de San Juan Evangelista de Garay (abril de 2023)

- Himnos
- Letanías
- Miserere
- Liberame Domine
- Vísperas
- Completas
- Responsos
- Villancicos
- Piezas religiosas breves
- MotetesLa Sociedad Coral de Bilbao interpretando La Pasión de Nuestro Señor Jesucristo en la iglesia de San Juan Evangelista de Garay (abril de 2023)

### Piano
- 2 Sonatas